# Szlak po Parku Krajobrazowym Wzniesień Łódzkich
 Szlak po Parku Krajobrazowym Wzniesień Łódzkich – zielony znakowany szlak turystyczny pieszy o długości  63 km przebiegający przez Park Krajobrazowy Wzniesień Łódzkich.

## Przebieg szlaku
- Łódź
- Las Łagiewnicki
- Klęk
- Dobra
- Michałówek
- Dobieszków
- Ługi
- Warszewice
- Przydatki
- Stare Skoszewy
- Rosyjka
- Rezerwat przyrody Parowy Janinowskie
- Lipka
- Niesułków
- Dąbrówka Mała
- Tadzin
- Grzmiąca
- Polik
- Jaroszki
- Moskwa
- Plichtów
- Byszewy
- Grabina
- Bukowiec
- Kopanka
- Wódka
- Dąbrówka
- Nowy Imielnik

| Ilustracja       |                                                 |
| Dane szlaku      |                                                 |
| Państwo          | Polska                                          |
| Województwo      | łódzkie                                         |
| Początek         | Stare Skoszewy                                  |
| Koniec           | Moskwa                                          |
| Kolor znakowania | czarny                                          |
| Długość          | 5 km                                            |
| Typ              | szlak pieszy (dostępny dla rowerów); łącznikowy |

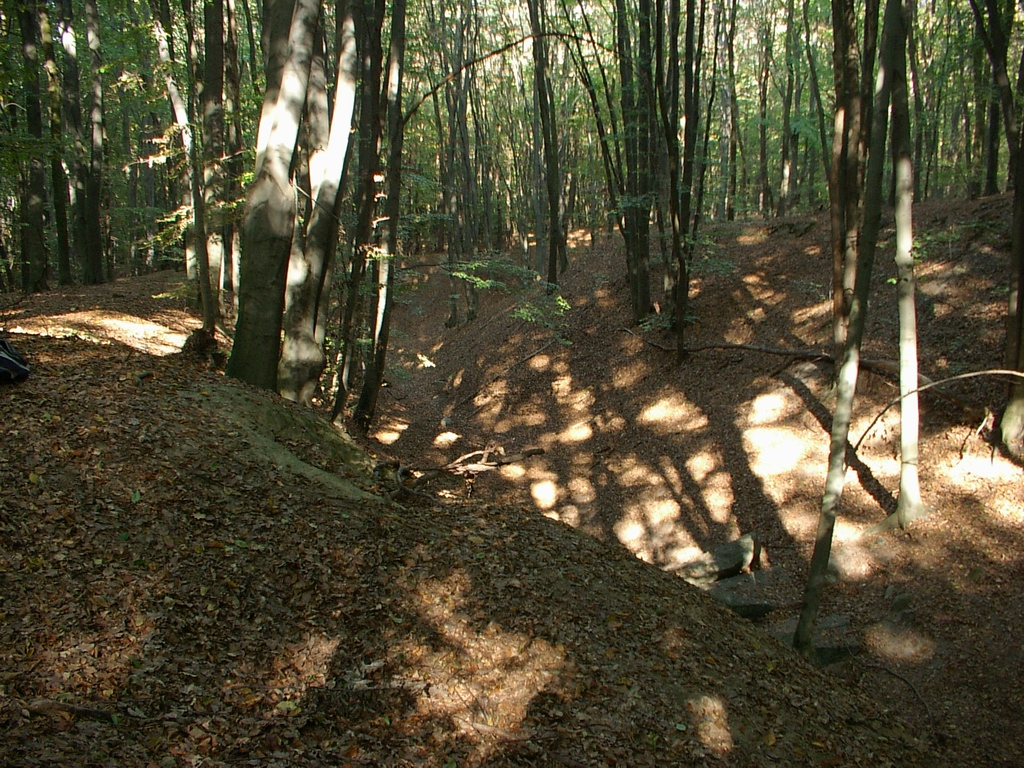
Rezerwat przyrody Parowy Janinowskie

| Ilustracja       |                                                 |
| Dane szlaku      |                                                 |
| Państwo          | Polska                                          |
| Województwo      | łódzkie                                         |
| Początek         | Brzeziny                                        |
| Koniec           | Tadzin                                          |
| Kolor znakowania | czarny                                          |
| Długość          | 3 km                                            |
| Typ              | szlak pieszy (dostępny dla rowerów); łącznikowy |

| Ilustracja       |                                                 |
| Dane szlaku      |                                                 |
| Państwo          | Polska                                          |
| Województwo      | łódzkie                                         |
| Początek         | Stryków                                         |
| Koniec           | Warszewice                                      |
| Kolor znakowania | czarny                                          |
| Długość          | 2,3 km                                          |
| Typ              | szlak pieszy (dostępny dla rowerów); łącznikowy |